# Уг'єн Дорджі (футболіст)
Уг'єн Дорджі (нар. 23 грудня 1992) — бутанський футболіст, півзахисник клубу «Тертонс» та національної збірної Бутану.

## Кар'єра гравця
Футбольну кар'єру розпочав 2003 року у ФК «Тхімпху». У 2005 році підсилив «Транспорт Юнайтед». Після 10 років, проведених у команді, перейшов у «Тертонс». Сезон 2016 року розпочав у складі «Друк Старз», проте по ходу сезону повернувся до «Тертонс».

## Кар'єра в збірній
У футболці національної збірної Бутану дебютував 2 вересня 2013 року в програному (0:3) поєдинку кубку Південної Азії проти Афганістану.

## Особисте життя
До 2015 року навчався на екскурсовода.